# Krzysztof Michejda
Krzysztof Jan Michejda (ur. 1938 w Kielcach, zm. 9 stycznia 2007) – polski chemik, kierownik pracowni Molekularnego Modelowania Leków w Narodowym Instytucie Raka w USA, zaangażowany w prace nad modelowaniem leków do zwalczania HIV oraz nowotworów. Działacz waszyngtońskiej Polonii, organizator pomocy materialnej dla NSZZ Solidarność w latach 80. W 2005 odznaczony Krzyżem Kawalerskim Orderu Zasługi Rzeczypospolitej Polskiej.